# Flykten från DDR
Flykten från DDR (originaltitel: Ballon) är en tysk film från 2018 i regi av Michael Herbig.
Filmen handlar om de östtyska familjerna, Strelzyk och Wetzel, som i hemlighet ägnade sin tid åt att själva sy och snickra ihop en luftballong i hopp om att försöka fly från diktaturens DDR till friheten i väst. Det var en våghalsig plan där både förberedelserna och själva färden satte allas liv på spel. De blev jagade av den största styrka Stasi kunnat mobilisera, och familjens plan blir en kamp mot klockan där varje sekund räknas.
Den välkända historien har tidigare varit föremål för flera dokumentärfilmer samt den amerikanska spelfilmen ”Flykt i natten” från 1982 med John Hurt och Jane Alexander.

## Skådespelare
- Friedrich Mücke
- Karoline Schuch
- David Kross
- Alicia von Rittberg
- Thomas Kretschmann